# Deep Purple
Deep Purple [ˌdiːpˈpɜːpl̩] (deutsch: dunkelviolett) ist eine im April 1968 gegründete britische Rockband. Mit ihrem Stil, der vom Klang der Hammond-Orgel, markanten Gitarrenriffs, Improvisation, treibender Rhythmusarbeit und markantem Gesang geprägt ist, zählt sie zu den ersten und einflussreichsten Vertretern des Hard Rock und des aufkeimenden Heavy Metal. Das Guinness-Buch der Rekorde verzeichnete Deep Purple 1975 dank ihrer 10.000 Watt starken Marshall-PA-Anlage, die bis zu 117 dB erreichte, als „lauteste Popgruppe der Welt“ (Loudest Pop Group). Deep Purple gehört mit über 130 Millionen verkauften Alben – nach manchen Schätzungen sind es 150 Millionen – zu den weltweit kommerziell erfolgreichsten Rockbands.
Im Verlauf der von zahlreichen Besetzungswechseln geprägten Bandgeschichte erfolgten dabei auch musikalische Neuausrichtungen. Im Frühwerk der Band stehen Hard Rock, Psychedelic Rock, Progressive Rock und Bluesrock (Hush) neben Annäherungsversuchen zwischen Rockmusik und Klassik (Concerto for Group and Orchestra, April). Stilprägenden Einfluss hinterließ dann jedoch vor allem die klassische Mark-II-Besetzung der 1970er Jahre, deren Schaffen stilbildende Alben wie Deep Purple in Rock, Machine Head und Made in Japan und prägnante Hard-Rock-Songs mit eingängigen Riffs wie Black Night, Smoke on the Water und Highway Star einschließt, aber auch von besonderer Improvisationsfreude geprägt ist. Diese äußert sich einerseits in Titeln von ungewöhnlich langer Spieldauer wie Child in Time, andererseits bei den Live-Darbietungen der Songs, wie Space Truckin’, die gegenüber den Studioversionen wesentlich in ihrer Länge ausgedehnt wurden. Deep Purple gelten durch Songs wie Fireball als Vorreiter des Genres Speed Metal und mittels der Einflüsse des Gitarristen Ritchie Blackmore auf Songs wie Burn als Begründer des Neoklassischen Metal. Die musikalische Bandbreite umfasst neben weiteren Einflüssen aus Jazz, Funk und Soul auch Balladen wie Soldier of Fortune. Die Band zählte von Anfang an zu den bekanntesten und am meisten tourenden Liveacts der Rockgeschichte.
Deep Purple löste sich nach zahlreichen Querelen 1976 auf. Die Mitglieder formierten Nachfolgebands wie Rainbow, Whitesnake und Gillan, in denen ihre Musik ein musikalisches Erbe fand. Die Besetzungen seit der Wiedervereinigung von 1984 orientieren sich musikalisch an dieser erfolgreichsten Phase der Band, wenn auch seit den frühen 1990er Jahren verstärkt unter Hinzunahme poppiger und jazziger Elemente.
2016 wurde Deep Purple mit den ersten drei Bandbesetzungen – Mark I, Mark II sowie Mark III – in die Rock and Roll Hall of Fame aufgenommen.

## Bandgeschichte

### Gründung
Deep Purple entstand, als die Londoner Geschäftsleute Tony Edwards und John Coletta 1967 beschlossen, in eine Rockband zu investieren, und Jon Lord mit der Gründung einer Rockgruppe beauftragten. Aus der Band Roundabout, die sich damals aus Ritchie Blackmore, Jon Lord von den Flowerpot Men, dem Ex-Searchers-Schlagzeuger und Sänger Chris Curtis (Gesang), Dave Curtiss (Bass) und Bobby Woodman (Schlagzeug) zusammensetzte, bildete sich im April 1968 nach dem Ausscheiden von Curtis, Woodman und Curtiss Deep Purple. Die Besetzung war vorher durch Rod Evans (Gesang), Ian Paice (Schlagzeug) (beide Ex-The Maze) sowie Nick Simper (Bass) vervollständigt worden. Für ihren neuen Namen entschied sich die Band nach einer kurzen Tour durch Skandinavien; er bezieht sich laut Blackmore auf den Jazzstandard Deep Purple von Peter DeRose. In einem Interview mit dem New Musical Express im Jahr 1973 brachte Lord zum Ausdruck, dass die Band Deep Purple für ihn von Beginn an „kein Vehikel für gesellschaftliche Rebellion, sondern für musikalische Perfektion war“.

### Erste Erfolge
Deep Purple spielte in der sogenannten Mark-I-Besetzung drei Alben ein.
Das Debütalbum Shades of Deep Purple aus dem Jahr 1968 war von einer Mischung verschiedener musikalischer Ansätze geprägt, die mit der typischen Deep-Purple-Musik der 1970er Jahre noch wenig Verwandtschaft zeigt. Das Album selbst wurde innerhalb von nur drei Tagen aufgenommen. Der noch an der Popmusik der Beatles orientierte Sound war in seiner Härte für die damalige Zeit teilweise ungewöhnlich. Er wird daher von Kritikern als Grundlage für die Entwicklung des Hard Rocks und späteren Heavy Metals angesehen. Das Album enthält neben eigenen Songs wie Mandrake Root, das lange Zeit die Basis für die ausufernden Live-Duelle der Band war, auch einige Coverversionen, unter anderem Help! von den Beatles, den durch Jimi Hendrix bekannt gewordenen Song Hey Joe und das von Joe South geschriebene Hush. Mit Letzterem hatte die Band ihren Durchbruch in den USA und Kanada, wo die Single Platz 4 bzw. Platz 2 der Charts erreichte. Am 6. Juli trat die Band im Vorprogramm der Byrds erstmals auf britischem Boden auf.
Noch im selben Jahr wurde das zweite Album The Book of Taliesyn veröffentlicht, das teilweise auch Merkmale des Progressive Rock sowie die später oft verwendeten Zitate klassischer Musik aufweist (hier in einer Kurzversion von Beethovens zweitem Satz seiner siebten Sinfonie in Exposition). Ein Beispiel für die Verwendung klassischer Instrumente und Formen ist der Mittelteil von Anthem, in dem ein vierstimmiges Fugato eines Streichquartetts erklingt. Das Album beinhaltet neben eigenen Kompositionen Coverversionen von Klassikern wie We Can Work It Out (The Beatles) und Kentucky Woman (Neil Diamond). Kritiker wie die Zeitschrift Disc & Music Echo lobten, obwohl sie auf dem „leicht enttäuschenden Album“ den wirklichen ‚Kick‘ vermissten, den „Sinn der Band für Dynamik sowie die Verbindung instrumentaler Passagen mit bekannten Themen“. Nach der Veröffentlichung tourte Deep Purple als Vorgruppe von Cream und danach auf eigene Faust durch die USA.

Die ersten beiden Stimmeinsätze des Fugatos aus dem Titel Anthem

Das dritte, schlicht Deep Purple betitelte Album erschien 1969. Manche Songs, wie das zwölfminütige April, das eine Dreiteilung (Band – Orchester – Band) aufweist, verweisen wieder auf klassische Modelle und Ästhetik. Der Titel war eine der ersten der bald darauf beliebten Rocksuiten von Progressive-Rock-Bands wie The Nice, Emerson, Lake and Palmer oder Genesis. Zudem zeigt sich auf diesem Album erstmals auch vermehrt der Hard Rock, durch den die Band zu weltweiter Bekanntheit gelangte. So zum Beispiel in Bird Has Flown oder The Painter. Mit Lalena von Donovan ist auch nur noch eine Coverversion vertreten.

### Wechsel zur klassischenMark-II-Besetzungund wachsende Popularität
Mitte 1969 wurden Evans und Simper auf das Betreiben Blackmores hin durch den Sänger Ian Gillan und den Bassisten Roger Glover ersetzt. Die beiden hatten zuvor schon mehrere Jahre lang in der Band „Episode Six“ zusammen gespielt. Mit der Verpflichtung dieser Musiker entstand die klassische Mk-II-Besetzung mit Ian Gillan, Ritchie Blackmore, Roger Glover, Jon Lord und Ian Paice.
Zunächst standen für die neue Besetzung primär Jon Lord und dessen Musikvorstellungen im Rampenlicht. Der klassisch ausgebildete Musiker hatte ein Werk für Rockband und Orchester geschrieben, Concerto for Group and Orchestra, das gemeinsam mit dem Royal Philharmonic Orchestra in der Royal Albert Hall unter der Leitung von Malcolm Arnold uraufgeführt wurde. Es war einer der ersten Versuche, klassische und Rockmusik zu kombinieren, und die erste Aufführung einer Rockband mit einem kompletten Orchester. Obwohl das Projekt vom Publikum und Teilen der Kritiker wohlwollend aufgenommen wurde, waren einige Bandmitglieder, vor allem Blackmore, damit nicht zufrieden. Unter anderem aufgrund der Sorge um einen Imageverlust der Band wurde beschlossen, einen neuen, musikalisch härteren Weg einzuschlagen.

Dialog zwischen Orgel und Gitarre im Titel Speed King

### Weltweiter Erfolg derMark-II-Besetzung

#### Deep Purple in Rock
Das 1970 veröffentlichte Album Deep Purple in Rock kann als ein Wendepunkt in der Geschichte der Band wie auch in der Geschichte der Rockmusik gesehen werden. Das erste auch in Europa erfolgreiche Album bedeutete den weltweiten Durchbruch der Band und fokussierte internationale Aufmerksamkeit, was zahlreiche Goldene Schallplatten und Spitzenchartplatzierungen belegen. In Großbritannien erreichte es die Chartposition vier und verbrachte in Deutschland gar zwölf Wochen auf Platz eins. Das Werk vereint die für die Folgezeit typischen musikalischen Merkmale: Markante Heavy-Metal- und Hard-Rock-Riffs Blackmores, Lords klassische Kadenzen und Figuren, Gillans ekstatischen Gesang sowie die in Titeln wie Speed King, Child in Time und anderen Songs besonders live offen ausgetragene Konkurrenz zwischen Lords Orgel und Blackmores Gitarre. Diese Konkurrenz ist allerdings, häufig in der Form eines Call and Response (wie im Notenbeispiel zu Speed King), musikalisch durchaus fruchtbar. Child in Time ist ein Protestsong gegen den Vietnamkrieg und zählt zu den wohl bekanntesten und wichtigsten Liedern der Rockmusik überhaupt. Werner Faulstich stellt in seinem Buch Die Kultur der siebziger Jahre das Lied Speed King als Paradebeispiel des Hard Rock vor: „Das Stück beginnt mit einer instrumentalen Einleitung, in der zwei Kontrahenten vorgestellt werden: Eine wilde Rockgitarre und eine sanfte Orgel. Zwei Grundlinien und ihr Kontrast deuten sich somit an, von denen die gesamte Rockmusik der siebziger Jahre geprägt war: Hart versus weich.“ Die harten Rockriffs von Blackmore haben sich nun definitiv durchgesetzt. Die von Jon Lord eingebrachten klassischen Elemente finden sich nun zunehmend weniger in der Instrumentierung als in Harmonik und Melodik, was den Stil der Band vom üblichen, stark bluesbetonten Hardrock jener Zeit abgrenzt, und zusammen mit der exakten, treibenden Uptempo-Rhythmusarbeit von Paice und Glover zu einem wichtigen Wegbereiter des Heavy Metal macht. Das im Anschluss an das Album produzierte Lied Black Night wurde die erfolgreichste Single der Band seit Hush. Black Night gelangte auf Platz 2 der britischen Charts und als bisher einziges Lied von Deep Purple auf Platz 1 europäischer Singlecharts (in der Schweiz für vier Wochen im Herbst 1970).

#### Fireball
1971 gründeten die Musiker ihr eigenes Platten-Label Purple Records. Das im Vergleich zum Vorgänger experimentellere und progressivere 1971er-Album Fireball mit den Klassikern Fireball und The Mule erhöhte die musikalische Reputation und Popularität der Band. Es war das erste Deep-Purple-Album, das die Nummer-eins-Position der britischen Albumcharts erreichte, und das erste von bisher insgesamt zehn Nummer-eins-Studioalben der Band. Parallel zur LP erschien Strange Kind of Woman als Single. Fireball erhielt in einigen Ländern Gold-Status und war vorwiegend auf dem 1. Platz oder auf den folgenden Rängen der internationalen Albumcharts zu finden. Die Single Fireball hatte ein schnelles, treibendes Tempo, das bei seiner Veröffentlichung im Jahre 1971 noch nahezu unbekannt war. Aufgrund dieses Stils und des Patterns von Ian Paice’ Schlagzeug gilt Fireball gleichwohl als Vorläufer des Speed Metal und als Vorbild für Heavy-Metal-Bands wie Judas Priest, Motörhead und Metallica.

#### Machine Head
1972 erschien Deep Purples meistverkauftes Studioalbum Machine Head, das mit Fireball und Deep Purple in Rock zu den bedeutendsten Deep-Purple-Alben zählt, sowie neben Led Zeppelins Led Zeppelin IV und Black Sabbaths Paranoid als „Holy Trinity“ (Dreifaltigkeit) des Hardrock bezeichnet wird. Machine Head enthält die noch heute live gespielten Titel Highway Star, Smoke on the Water, Lazy und Space Truckin’, die immer mehr von Blackmores Gitarrenspiel beeinflusst wurden. Der Song When a Blind Man Cries erschien zunächst als Single-B-Seite und wurde erst für die Remasterversion Teil des Albums. Das Album erreichte in zahlreichen Ländern Gold-, Platin- bzw. Doppel-Platinstatus und in neun Ländern Position eins der Charts. Highway Star ist einer der ersten und wichtigsten Wegbereiter des Heavy Metal und Speed Metal, während der Welthit Smoke on the Water als der bekannteste aller von Deep Purple geschriebenen Songs gilt. Die Singleauskopplung ist mit über 12 Millionen verkauften Tonträgern die meistverkaufte der Bandgeschichte und zählt zu den bekanntesten Rocksongs überhaupt. Smoke on the Water wurde in die Rock and Roll Hall of Fame aufgenommen, und ist laut einer US-amerikanischen Umfrage das bekannteste Lied nach deren Nationalhymne.
Am 30. Juni 1972 spielte Deep Purple im Rahmen ihrer Machine Head-Tour im Rainbow Theatre von London, wo die Band einen Lautstärkeweltrekord mit 117 dB aufstellte, der ihr 1975 einen Eintrag in das Guinness-Buch der Rekorde als „lauteste Popgruppe der Welt“ einbrachte.

#### Made in Japan
Auf dem kurze Zeit nach Machine Head erschienenen Doppel-Livealbum Made in Japan stellte die Band Spielfreude, instrumentale Raserei und Improvisationsvermögen in gegenüber den Studioaufnahmen teilweise doppelt so langen Versionen eindrucksvoll unter Beweis. Das Album wird von vielen Fans und Kritikern als bestes Album der Band und als Meilenstein in der Geschichte des Hard Rock und des Heavy Metal angesehen und gilt als eines der populärsten und meistverkauften Livealben der Musikgeschichte. Made in Japan erreichte in zahlreichen Ländern Platin- bzw. Doppel-Platin-Status. 2007 veröffentlichte die Progmetal-Band Dream Theater das ganze Album in einer neuen Liveeinspielung als offizielles Bootleg.

#### Kommerziell erfolgreichste Band der Welt, Konflikte und Ende der klassischen Besetzung
Während der zahlreichen Tourneen kam es zu Konflikten zwischen den Musikern. Zu den Aufnahmen von Who Do We Think We Are im Jahre 1973 gingen die Bandmitglieder getrennt ins Studio. Zunächst hieß es, man wolle die Band komplett auflösen, man beließ es dann aber bei der Entlassung von Ian Gillan und Roger Glover. Das letzte in der klassischen Mark-II-Besetzung eingespielte Album hatte trotz des Hits Woman from Tokyo und weltweiten Spitzenpositionen in den Albumcharts erstmals rückläufige Verkaufszahlen und wurde von Kritikern weniger positiv als die vorangegangenen Alben bewertet. Trotzdem wurde Deep Purple im selben Jahr dank der Alben Machine Head, Made in Japan und Who Do We Think We Are der am meisten verkaufte Musik-Act in den Vereinigten Staaten. Zudem konnte die Band das Jahr 1973 mit den meisten Plattenverkäufen weltweit abschließen.

### Die Coverdale-Ära
Nachdem die Verpflichtung des Bad-Company-Sängers Paul Rodgers scheiterte, verpflichtete die Band den damals unbekannten David Coverdale. Als Bassist schloss sich der vormals bei der Band Trapeze aktive Glenn Hughes an, der Coverdale vor allem in den hohen Stimmlagen auch gesanglich unterstützte. Diese Besetzung wird Mark III genannt.

#### Burnund California Jam
Die folgenden Aufnahmen für Burn waren, ausgenommen der „metallische Titelsong“ Burn, der als einer der Wegbereiter der Speed-Metal- und Power-Metal-Genre gilt, bluesorientierter als ihre Vorgänger. Ein weiteres Highlight neben dem Titelsong ist das oftmals gecoverte Bluesrockstück Mistreated. Um den Verkauf des Albums voranzutreiben, wurde Burn in Bezug auf das Musikmagazin Billboard von der Plattenfirma als das Top Album Artists of the Year in the U.S.A. beworben. Nur etwas über einen Monat nach der Veröffentlichung erhielt die Band die Goldene Schallplatte für 500.000 in den USA verkaufte Alben. Nach der Albumveröffentlichung folgte die übliche Promotion-Tournee, wobei der Band im Frühjahr 1974 vor einem Konzert in Birmingham 29 Goldene Schallplatten überreicht wurden. Bekannt ist ihr Auftritt beim California Jam am 6. April desselben Jahres, dem mit etwa 200.000 verkauften Karten (und insgesamt etwa 400.000 Besuchern), größten Deep-Purple-Konzert, bei dem die Band als Headliner gemeinsam unter anderem mit Emerson, Lake and Palmer und Black Sabbath auftrat. Am Ende der Show, während der Darbietung von Space Truckin’ zerstörte Ritchie Blackmore mehrere seiner Gitarren, demolierte eine Fernsehkamera und ließ seine Monitorboxen mit Benzin abbrennen.

#### Stormbringerund erster Ausstieg Blackmores
Das Ende 1974 erschienene Album Stormbringer ist, ausgenommen einiger riffbetonter Rocksongs wie dem Opener Stormbringer und Lady Double Dealer, noch soul-, blues- und funkorientierter als Burn und enthält auch die Ballade Soldier of Fortune. Im Frühjahr 1975 verließ Ritchie Blackmore nach Querelen über die musikalische Ausrichtung Deep Purple, um Rainbow zu gründen.

#### Come Taste the Band, Krise und Auflösung
Der Rest der Gruppe tat sich schwer damit, einen geeigneten Ersatz für Blackmore zu finden, da dieser als Gründungsmitglied den Bandstil entscheidend mitgeprägt hatte. Schließlich konnte man sich auf den von Coverdale vorgeschlagenen US-amerikanischen Fusion-Gitarristen Tommy Bolin einigen. Somit wurde die mittlerweile vierte Besetzung der Band, Mark IV, begründet. Bolin hatte zuvor bereits unter anderem bei der James Gang und auf Billy Cobhams Album Spectrum mitgewirkt. Seine Erneuerungsbemühungen waren jedoch nicht von Erfolg gekrönt: Das speziell in Hughes’ Bassspiel und Bolins Rhythmusgitarre verstärkt auf Soul- und Funkelemente setzende 1975er-Album Come Taste the Band erwies sich, gemessen an den Verkaufszahlen der vorherigen Alben, als kommerzieller Flop. Es stieß trotz eines Querschnittes von harten und melodischen Rockstücken, Funk und Soul, sowie der Rockballade You Keep on Moving auf breite Ablehnung. Ein Kritiker der Zeitschrift Sounds bezeichnete das Album als „üblen Verschnitt“.

Funky Rhythmusgitarre aus Getting Tighter (mögliche Griffe in Tabulatur)

1975 tourte Deep Purple im Pazifikraum, zunächst auf Hawaii, Neuseeland und Australien. Den Abschluss bildeten Konzerte in Japan und Hongkong. Dazwischen trat die Gruppe als erste westliche Rockband in Indonesien auf, doch die Konzerte von Deep Purple in Jakarta gerieten zum Fiasko. Sicherheitskräfte hetzten Hunde auf die Zuschauer und ein Leibwächter von Deep Purple kam unter unklaren Umständen ums Leben.
Im Booklet des 1995 neu veröffentlichten Albums Malice in Wonderland von Paice Ashton Lord wird Ian Paice’ Erklärung zur Besetzung mit Bolin zitiert, in der er zwar die Zusammenarbeit mit diesem lobt, aber auch auf dessen Heroinabhängigkeit hinweist. Schwere Drogenprobleme von Hughes und Bolin, aber auch unterschiedliche musikalische Vorstellungen der Mitglieder, zerstörten den Zusammenhalt der Band. Coverdale, Lord und Paice lösten daher die Band nach einem letzten Konzert am 15. März 1976 in Liverpool auf. Trotz all der internen Probleme hatten Deep Purple bis zu ihrer Auflösung in kommerzieller Hinsicht auf einer Stufe mit den Branchenführern Rolling Stones und Led Zeppelin gestanden.

### Die Jahre nach Deep Purple
Ein tragisches Ende fand der Gitarrist Tommy Bolin. Nur wenige Monate nach der Auflösung starb er nach einem Schwächeanfall am 4. Dezember 1976 im Alter von 25 Jahren. Noch am Abend zuvor hatte er ein Konzert im Vorprogramm von Jeff Beck gegeben. Als Todesursache wurde eine Überdosis Heroin in Verbindung mit Alkohol angegeben.
In den folgenden Jahren widmeten sich die ehemaligen Bandmitglieder vorrangig Soloprojekten. Ritchie Blackmore konnte mit seiner Band Rainbow große Erfolge erzielen. Roger Glover arbeitete als Produzent, unter anderem für namhafte Künstler wie Judas Priest, Nazareth, Spencer Davis Group, Rory Gallagher, Status Quo und David Coverdale. Später veröffentlichte er zwei Soloalben, bevor er sich 1978 als Produzent und Bassspieler ebenfalls Rainbow anschloss. Lord und Paice waren gefragte Live- und Studiomusiker (Gary Moore, Whitesnake, Cozy Powell, Pete York). David Coverdale gründete Whitesnake, wo sich 1978 auch Jon Lord und wenig später Ian Paice einfanden. 2015 gab die Band das Tributealbum The Purple Album heraus, das 15 Songs aus seiner Deep-Purple-Zeit beinhaltet. Ian Gillan baute zunächst (1975 bis 1978) die Ian Gillan Band auf, die sich am Jazzrock orientierte. 1978 löste er diese Band auf und gründete eine neue Formation, die schlicht Gillan hieß, und stilistisch in die Bereiche Hard Rock, Heavy Metal und NWOBHM einzuordnen ist. Bereits 1981/82 gab es ernsthafte Versuche des Mk II eine Wiedervereinigung zu erreichen, weshalb Ian Gillan auch die Band Gillan zum Ende brachte. Allerdings hatte Blackmore noch weitere Verpflichtungen mit Rainbow, weshalb sich Gillan 1983 für kurze Zeit Black Sabbath anschloss.
Bogus Purple
1980 versuchte der ehemalige Sänger Rod Evans mit einigen unbekannten Musikern unter dem Namen Deep Purple die Band fortzuführen. Das Projekt gelangte unter dem Namen Bogus Purple in die Bandhistorie. Weil Evans nicht die Namensrechte hatte, erwirkten die Manager John Coletta und Tony Edwards durch Warner Bros. eine gerichtliche Verfügung, die es ihm untersagte, unter dem Namen Deep Purple zu firmieren. Daraufhin nannte er die Band New Deep Purple. Nun gaben Coletta und Edwards eine Anzeige in der Los Angeles Times auf: „Beim morgigen Auftritt von Deep Purple in der Long Beach Arena werden folgende Mitglieder nicht dabei sein: Blackmore, Coverdale, Gillan, Glover, Hughes, Lord und Paice.“ Das Projekt löste sich nach einigen Konzerten in den USA, Kanada und Mexiko auf, da es auf harsche Kritik und breite Ablehnung der Fans stieß.

### Reunion derMark-II-Besetzungund Anknüpfen an alte Erfolge
Im Jahr 1984, acht Jahre nach Auflösung der Mark-IV-Besetzung, unternahm der britische Plattenkonzern Polygram erhebliche Anstrengungen, um Deep Purple in der klassischen Mk-II-Besetzung wieder ins Leben zu rufen. Einem Gerücht zufolge sollen jedem Musiker zwei Millionen Dollar angeboten worden sein. Da der Erfolg von Rainbow schwand, Lord und Paice mit der Ausrichtung von Whitesnake nicht mehr zurechtkamen und Gillan bei Black Sabbath „den Hut nehmen musste“, reformierte sich Deep Purple im April 1984.

#### Perfect Strangers

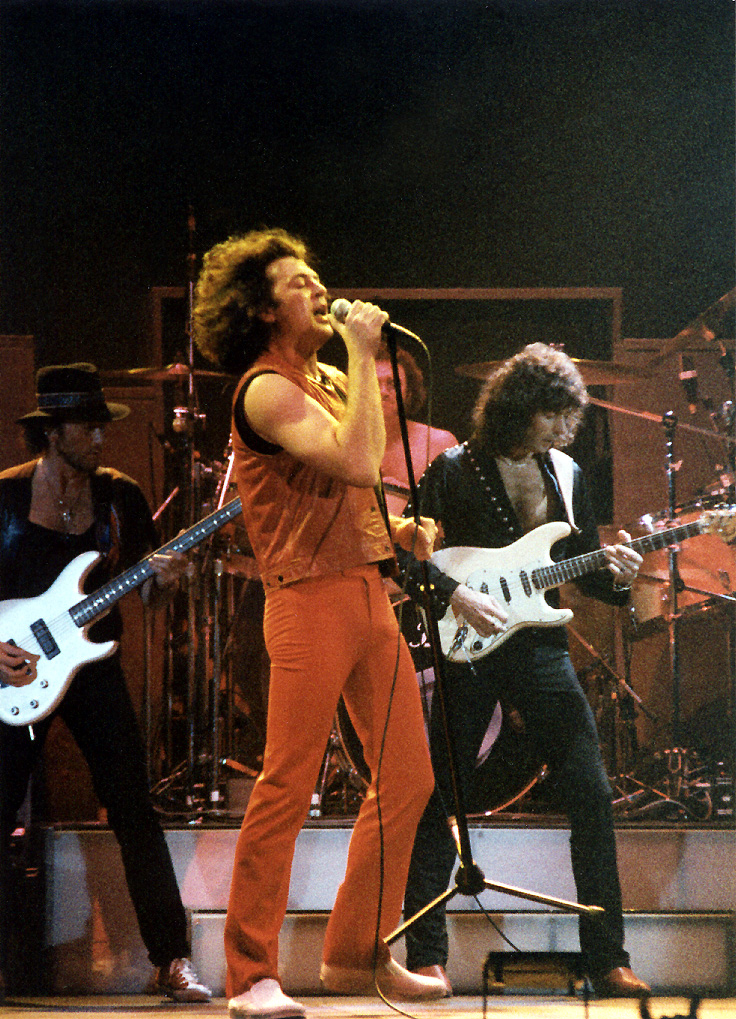
Deep Purple beim Auftritt im Cow Palace, San Francisco (1985)

Das im Oktober 1984 erschienene Perfect Strangers entwickelte sich zu einem überraschend frischen Album. Es enthielt mit prägnanten Riffs (Perfect Strangers und Knocking at Your Back Door) sowie schnellen instrumentalen Duellen von Blackmore und Lord (A Gypsy’s Kiss) die bewährten „Deep-Purple-Zutaten“ in leicht modernisiertem Sound und konnte sich weltweit auf den höchsten Chartpositionen (#1 in der Schweiz, #2 in Deutschland, #5 in Großbritannien, #6 in den USA) platzieren. In den USA und Kanada erreichte das Album Platin-, in Großbritannien und Deutschland Goldstatus. Die als Single ausgekoppelten Stücke Knocking at Your Back Door und Perfect Strangers gelangten auf die Plätze 7 bzw. 12 der US-amerikanischen Billboard Mainstream Rock Tracks.
Das Magazin Rock Hard veröffentlichte im Jahr 2007 eine Bestenliste aus 500 Rock- und Metalalben und listete Perfect Strangers auf Platz 231. Matthias Breusch kam im selben Magazin zu folgendem Fazit: „Deep Purple waren der Konkurrenz schon immer ein Stück voraus. Nach dem vergeblichen Hoffen auf eine Wiedervereinigung der Beatles, die mit John Lennons Ermordung im Dezember 1980 ein abruptes Ende fand, ist die Reunion von Purple in der Mark II-Besetzung die erste und bis heute in puncto Medien-Echo größte ‚Auferstehung‘ der Rockgeschichte“. Die nachfolgende Tournee, bei der die Band auch im englischen Knebworth gemeinsam mit den Scorpions, Meat Loaf und UFO vor etwa 80.000 Fans spielte, wurde ebenso ein großer Erfolg. In den Vereinigten Staaten war Deep Purples Tour die erfolgreichste des Jahres nach Bruce Springsteen. Der Musikexpress konstatierte, dass die Band „auch musikalisch an alte Großtaten anknüpfe“, und die Neue Zürcher Zeitung lobte die „publikumswirksame Bühnenshow“, während der Stern eher eine „laue Altherrenriege“ am Werke sah.

#### The House of Blue Light
Nach dem Ende der Tour zum Album Perfect Strangers wurde 1986 das Album The House of Blue Light eingespielt, auf dem die Band wieder musikalisch risikofreudiger (z. B. auf Strange Ways) sein wollte. Blackmore benutzt hier zum ersten Mal Gitarrensynthesizer und Paice setzte elektronisches Schlagzeug (The Unwritten Law) ein. The House of Blue Light erreichte u. a. Platz 1 in Deutschland und Schweden, sowie eine Goldene Schallplatte in Kanada. Im Jahr darauf erschienen das Livealbum Nobody’s Perfect und zum 20-jährigen Jubiläum eine neu eingespielte Version des ersten Hits Hush.

#### Gillans Entlassung, Einstieg Turners und Slaves and Masters
1989 wurde Ian Gillan erneut entlassen, weil er mit Blackmore in Streit über die musikalische Ausrichtung geraten war. Nach seiner zweiten Trennung von der Band erklärte er selbst, dass er zukünftig nicht noch einmal bei Deep Purple mitwirken wolle:
„Ich kann an Deep Purple nur noch wie an eine Verflossene denken. Wir heirateten '69 und wurden '73 geschieden. '84 heirateten wir noch mal und ließen uns '89 wieder scheiden. Das mach ich nicht noch mal.“
Für ihn wurde auf Initiative Blackmores hin der frühere Rainbow- und Yngwie-Malmsteen-Sänger Joe Lynn Turner verpflichtet. Damit bestand die Band – Mark-V genannt – mehrheitlich (Glover, Blackmore, Turner) aus der letzten festen Rainbow-Besetzung. Es entstand das 1991er-Album Slaves and Masters, von dem klanglich deutliche Parallelen zu den späten Rainbow gezogen werden können. Das Album floppte aufgrund seines ungewöhnlich poppigen Stils und konnte seine höchste Chartposition (#5) in der Schweiz erlangen, wo es auch Goldstatus erhielt. Einzig die ausgekoppelte Single King of Dreams konnte sich auf dem 6. Platz der US-amerikanischen Billboard Mainstream Rock Tracks platzieren. Turner wurde von den Fans gleichwohl nicht akzeptiert, was einer der Gründe dafür war, dass er die Band nach nur einem Album und einer Tour wieder verlassen musste.

#### Wiedereinstieg Gillans und zweiter Ausstieg von Blackmore
Ende 1992 wurde Ian Gillan, gegen den Widerstand Blackmores, auf Betreiben von Lord, Paice und Glover wieder in die Band geholt, obwohl er sich vorher dagegen ausgesprochen hatte. Damit war es möglich, das folgende 1993er-Album The Battle Rages On erneut in Mk-II-Besetzung einzuspielen. Das Album zeigt ein großes musikalisches Spektrum der Band; vom riffbetonten Opener The Battle Rages On sowie der Powerrockballade Anya, welche auch von mittelalterlicher Musik beeinflusst ist, über das progressiv-psychedelische Rockstück Solitaire bis hin zu A Twist in the Tale, einem dem Speedmetal ähnlichen Stück. Das Album war erfolgreicher als sein Vorgänger und erreichte weltweit diverse Top-10-Platzierungen. In Japan wurde das Album mit einer Goldenen Schallplatte prämiert. The Battle Rages On war für 20 Jahre das letzte Studioalbum von Deep Purple, bis mit Now What?! wieder ein solches mit der Goldenen Schallplatte ausgezeichnet wurde.

Die Differenzen innerhalb der Band bestanden jedoch weiterhin: Im Anschluss an eine Europa-Tournee zum Album verließ Blackmore am 17. November 1993 nach seinem letzten Auftritt in Helsinki auf eigenen Wunsch die Band, weil er mit Gillans gesanglicher Leistung nicht zufrieden war. In einem späteren Interview erklärte Roger Glover hierzu:
„[…] wir sollten noch in Japan spielen, aber Ritchie wollte das plötzlich nicht. Wir haben dann versucht mit ihm zu reden, ich rief ihn an und sagte: ‚Bitte – bitte spiele diese Gigs mit uns.‘ Er antwortete nur: ‚No!‘ Sonst nichts. Er ließ nicht mit sich reden“
Da die Band eine gerichtliche Auseinandersetzung mit dem Veranstalter vermeiden wollte, begab sie sich auf die Suche nach einem kurzfristigen Ersatz. Nach nur drei Tagen Probe half Joe Satriani als Gitarrist für die Tournee aus und sprang auch noch auf einer weiteren Tour durch Europa in der ersten Jahreshälfte 1994 ein. Er wurde gebeten, Blackmore dauerhaft zu ersetzen, konnte wegen seines Plattenvertrages aber nicht bei der Band bleiben. Diese Formation ging als kurzlebige Mark-VI-Besetzung in die Bandgeschichte ein.

### Der Einstieg von Steve Morse

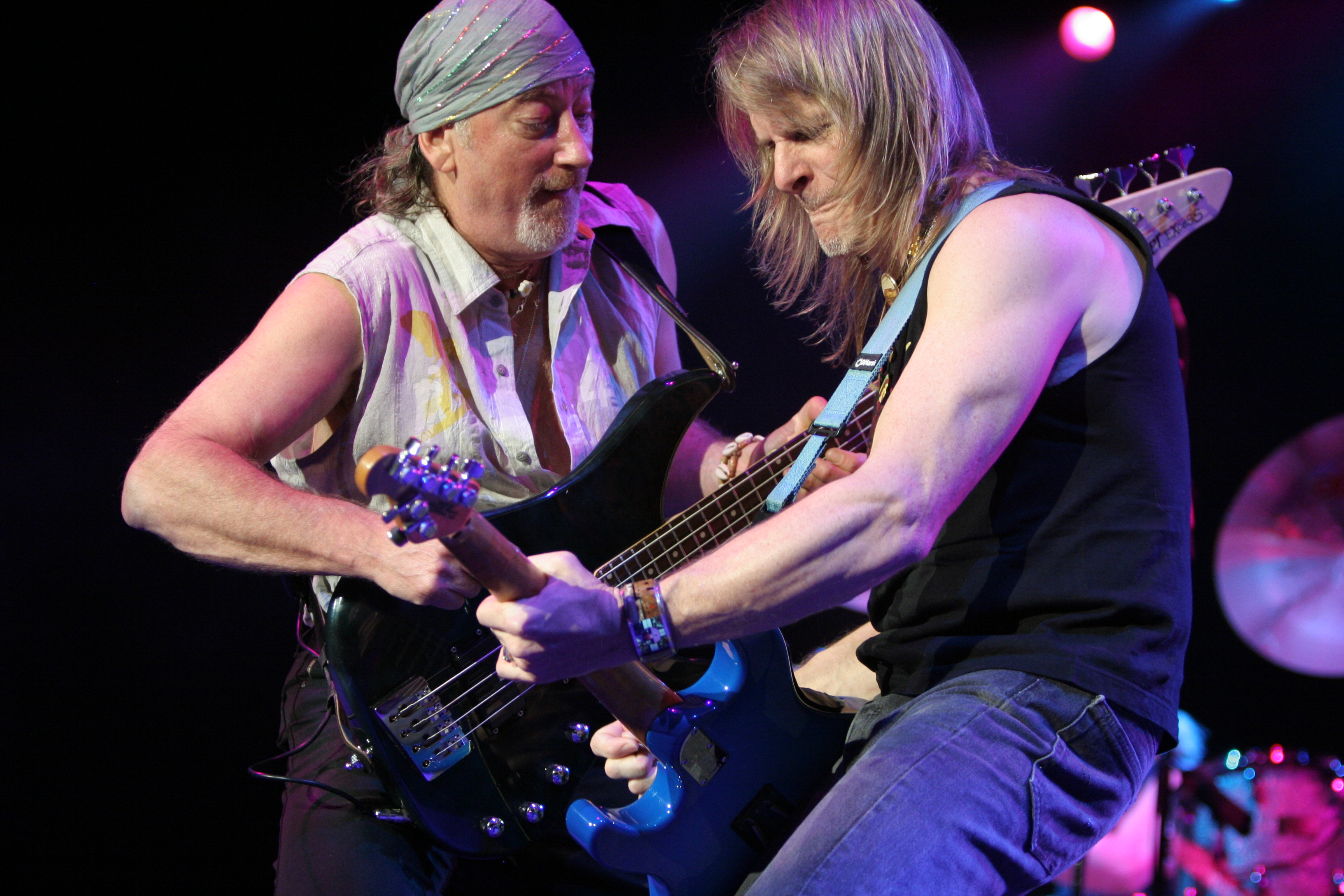
Roger Glover und Steve Morse live in Toronto (2005)

Obwohl es sich als schwieriges Unterfangen erwies, die Fanbasis von einer neuen Deep-Purple-Besetzung ohne Ritchie Blackmore zu überzeugen, fand man schließlich mit dem Gitarrenvirtuosen Steve Morse (unter anderem Kansas, Dixie Dregs) einen veritablen Nachfolger, um in der sogenannten Mark-VII-Besetzung weiterzuspielen. Morses neue Interpretationen des existierenden Blackmore-Materials schufen einen eigenständigen Sound und lösten damit bei den Blackmore-Fans gemischte Gefühle aus. Mit seinem Einstieg fanden jedoch zahlreiche weniger bekannte Songs aus den 1970ern Einzug ins Live-Set, die aufgrund von Blackmores Weigerung nie oder nur in seltenen Ausnahmefällen live gespielt worden waren – beispielhaft zu hören auf den Alben Live at the Olympia ’96 und Live at Montreux.
In dieser Besetzung spielten Deep Purple 1996 das etwas ruhiger klingende, zum Teil musikalisch neue Wege beschreitende Album Purpendicular ein, über das die Zeitschrift Audio urteilte: „Den britischen Hardrock-Haudegen ist ein feines, über weite Strecken erstaunlich melodiöses Alterswerk gelungen. Purpendicular öffnet nach eher einfallslosen Schema-F-Alben endlich neue Horizonte.“ 1998 folgte in gleicher Besetzung das wieder härtere Studiowerk Abandon. Ungeachtet dessen war der Erfolg der beiden ersten Alben in der neuen Besetzung mäßig. Während das Album Purpendicular als beste Platzierung auf den 3. Platz in Schweden gelangte, erreichte dessen Nachfolger Abandon Platz 6 in Norwegen.

### Ausstieg von Jon Lord

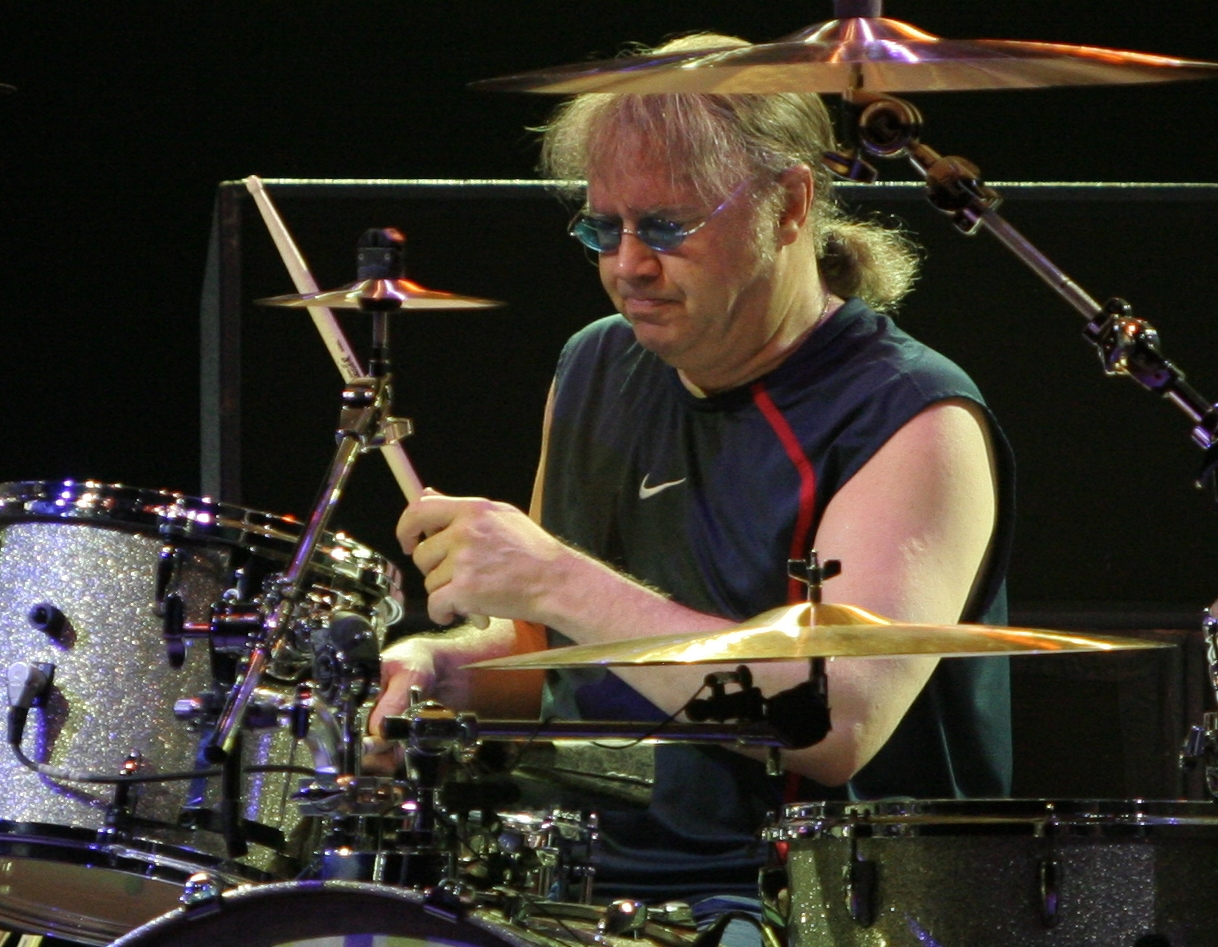
Ian Paice bei einem Live-Auftritt (2005)

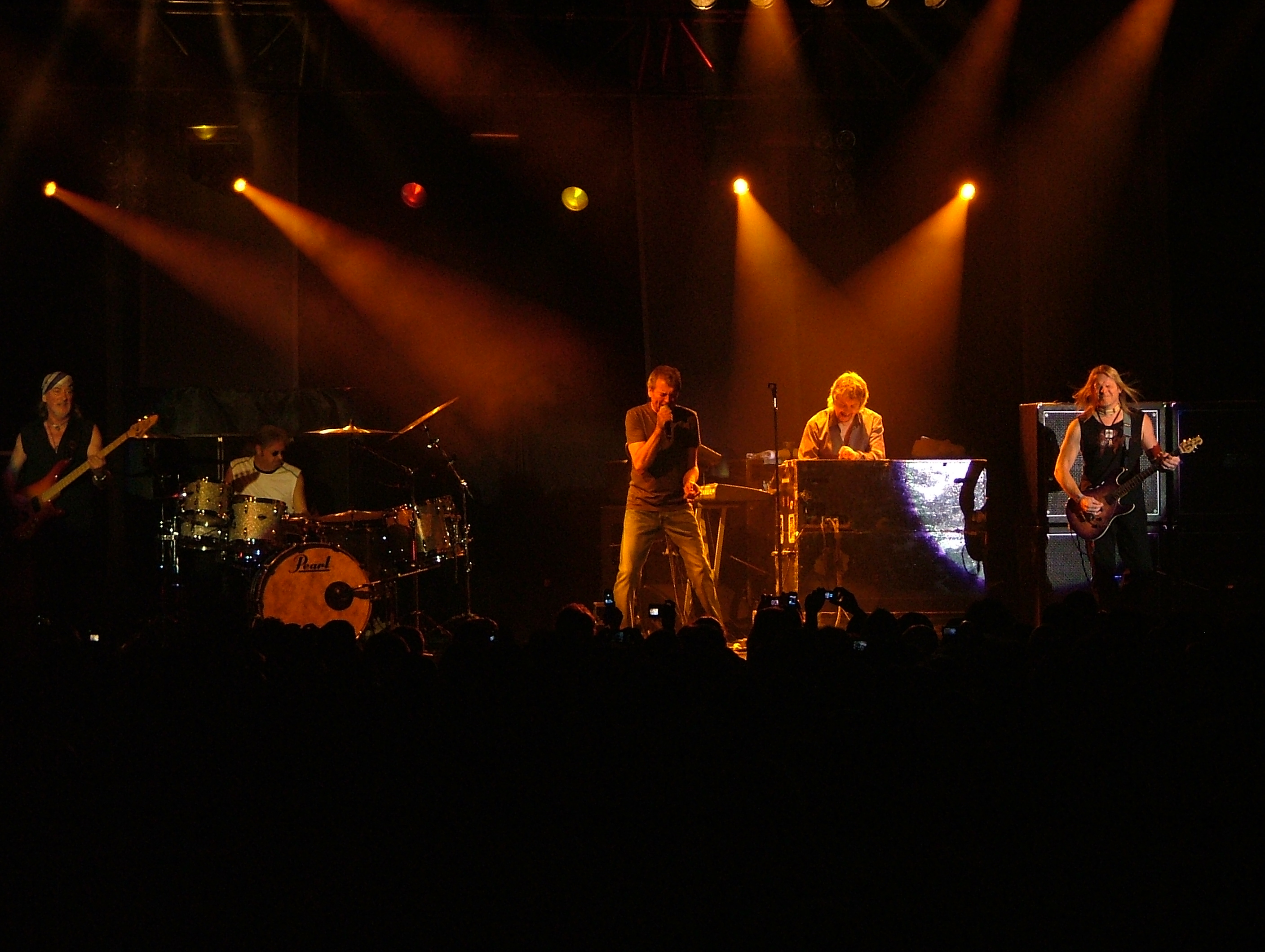
Deep Purple bei einem Auftritt in Tel Aviv (2008)

2001 erkrankte das Deep-Purple-Gründungsmitglied Jon Lord während einer Tournee, so dass die Band kurzzeitig Don Airey für ihn engagierte, der schon mit Ozzy Osbourne, Jethro Tull, Gary Moore und Rainbow gespielt hatte. Im März des folgenden Jahres beschloss Lord seinen Ausstieg bei Deep Purple, um sich einer Solokarriere widmen zu können.
Nach den positiven Erfahrungen auf der vorangegangenen Tour verpflichtete man Airey als festen Keyboarder. In diesem Mark-VIII genannten Line-up wurde 2003 das Album Bananas (erreichte #3 in Deutschland und unter anderem die Top-10-Albumcharts in Argentinien und Finnland) veröffentlicht. Die Aufnahme von Airey wurde von vielen Seiten als Bereicherung aufgefasst, man nahm den „frischen Wind“, den er in die Band und in das Songwriting gebracht habe, sehr wohlwollend auf. Es bietet mit Titeln wie dem an Dire Straits erinnernden Walk On oder dem lateinamerikanisch angehauchten Doing It Tonight nicht nur den gewohnten „Purple-Sound“. Die Hi-Fi-Zeitschrift Stereoplay rezensierte es als „ein herzerfrischend und unkompliziertes, schlackenfreies Rock-Album mit starken Riffs und einem Gesang, der immer noch seinesgleichen in der Szene sucht.“
Deep Purple trat im Rahmen der weltweiten Live-8-Benefizkonzerte am 2. Juli 2005 in Barrie auf. Im Oktober 2005 erschien das Studioalbum Rapture of the Deep (#10 in Deutschland, #81 in Großbritannien). Es folgte eine Welttournee Anfang 2006 (in Deutschland zusammen mit Alice Cooper). Ebenfalls Anfang 2006 erschien die 4-CD-Box Live Across Europe 1993, die zwei komplette Konzerte (Stuttgart und Birmingham, England) der letzten Deep-Purple-Tour in der Mk-II-Besetzung enthält. 2007 erhielt die Band einen Award für mehr als 100.000 Tickets, die sie im selben Jahr in Frankreich verkauften. Im selben Jahr erreichte ihre Rapture of the Deep-Tour die sechsthöchste Position aller Konzerttourneen weltweit. 2009 eröffneten Deep Purple in musikalischer Hinsicht die Nordischen Skiweltmeisterschaften 2009 in Liberec, Tschechische Republik.
Die Rapture of the Deep-Tour endete nach über 300 Konzerten im Frühjahr 2011.
Neben ihren rockigen Livekonzerten ist sich die Band stets als Mittler zwischen Rock und Klassik treugeblieben, so führte sie zum Beispiel 1999/2000 auf einer Tournee sowie bei 2 Konzerten in der Londoner Royal Albert Hall das von Jon Lord geschriebene und 1969 erstmals aufgeführte Concerto for group and orchestra auf. 2011 ging die Band mit der Neuen Philharmonie Frankfurt und dem Dirigenten Stephen Bentley-Klein auf ausführliche Konzerttournee durch Nordamerika und Europa, auf der die Band diesmal nicht das Concerto for group and orchestra, sondern die bekanntesten Songs der Band mit orchestraler Begleitung präsentierte.
Am 16. Juli 2012 starb der langjährige Keyboarder und Bandgründer Jon Lord an den Folgen einer Krebserkrankung.

### Seit 2013

#### Erneuter Erfolg mitNow What?!
2013 erschien über die deutsche Plattenfirma earMUSIC das 19. Studioalbum Now What?!, das dem verstorbenen Jon Lord gewidmet ist. Hierfür nahm die Band mit Produzent Bob Ezrin in dessen Studio in Nashville neues Material auf. Es war das erste Album seit dem 1987er Studioalbum The House of Blue Light, das die Chartposition 1 erreichte (in Deutschland, Österreich, Tschechien und Norwegen). Now What?! war auch das erste Studioalbum seit dem 1993er Album The Battle Rages On, das Einzug in die US-amerikanischen Charts hielt (#110). Bei den World Albums Charts (Global Chart) erreichte das Album Rang 11. Auszeichnungen mit der Goldenen Schallplatte erhielt das Album in Deutschland, Russland, Polen und Tschechien. 2014 wurde das Album seitens des US-amerikanischen Musikmagazins Revolver mit dem Golden Gods Awards 2014 – Comeback of the Year ausgezeichnet. Das deutsche Magazin Rocks schrieb, Produzent Bob Ezrin habe „genau verstanden,“ worum es der Band gehe. Now What?! klinge „besser als jede Deep-Purple-Platte der vergangenen Jahrzehnte.“ Im Zuge der Welttournee, die Anfang 2013 begann und im Juli 2016 endete, war die Band im Jahr 2013 erstmals zu Gast beim Wacken Open Air, was auf dem Livealbum ...From the Setting Sun … In Wacken dokumentiert ist. Ein weiteres Konzert der Tournee, ein Auftritt im Budokan in Tokyo im April 2014, in dem schon 1972 ein Teil des bedeutenden Livealbums Made in Japan aufgenommen worden war, wurde zusammen mit … From the setting sun … In Wacken als ...To the rising sun … In Tokyo veröffentlicht. Gegen Ende der Tournee, im Juni 2016, erlitt Ian Paice eine transitorische ischämische Attacke, woraufhin drei Konzerte abgesagt werden mussten. Paice erholte sich jedoch schnell und so konnte die Tour bereits im Juli wie geplant fortgesetzt werden.

#### inFinite, Aufnahme in die Rock and Roll Hall of Fame, The Long Goodbye Tour
2016 wurde Deep Purple in die Rock and Roll Hall of Fame aufgenommen. Personell betrifft dies die ersten drei Besetzungen der Band, Mark I mit Lord, Blackmore, Paice und Evans (aber ohne Nick Simper), Mark II mit Gillan und Glover (anstatt Evans und Simper) sowie Mark III mit Coverdale und Hughes (anstatt Gillan und Glover). Eingeführt und präsentiert wurde die Gruppe durch den Metallica-Schlagzeuger Lars Ulrich, der als passionierter Fan der Gruppe gilt. Die Gruppe spielte hierbei die Songs Highway Star, Hush, Green Onions (Cover) und Smoke on the Water.
Im April 2017 veröffentlichte die Band ihr 20. Studioalbum inFinite. Das Album wurde erneut von Bob Ezrin produziert und erreichte in diversen Ländern Spitzenpositionen, darunter Platz eins in Deutschland und der Schweiz. Im Anschluss an die Veröffentlichung des Albums startete im Mai 2017 in Rumänien die inFinite – The Long Goodbye-Tour, die den langen Abschied von Deep Purple einläuten soll. Weitere Auftritte fanden in Europa und Nordamerika, Großbritannien und Südamerika statt. Ob dies tatsächlich die letzte Konzerttournee der Band ist, wurde von den Bandmitgliedern aber unterschiedlich und teilweise widersprüchlich beantwortet.

#### Whoosh!,Turning to Crimeund Ausstieg von Steve Morse
Im Frühjahr 2019 nahmen Deep Purple ihr Album Whoosh! in Nashville auf. Als Produzent wirkte zum dritten Mal in Folge Bob Ezrin mit. Die Veröffentlichung des Albums wurde aufgrund der COVID-19-Pandemie auf den 7. August 2020 verschoben. Mit diesem Album gelang es der Band zum neunten Mal insgesamt und zum dritten Mal in Folge, die Spitze der deutschen Albumcharts zu erreichen. Das Album hatte in fünf weiteren Ländern die Spitzenposition inne, darunter in Österreich und der Schweiz. Eine für 2020 geplante ausführliche Tournee musste ebenfalls wegen der COVID-19-Pandemie zunächst auf 2021 und später auf 2022 verschoben werden.
Die durch die Pandemie gewonnene konzertfreie Zeit wurde von Deep Purple zur Aufnahme eines weiteren Studioalbums mit Bob Ezrin genutzt. Da es der Band aufgrund der COVID-19-Pandemie unmöglich war, zusammen am selben Ort an neuen Songs zu arbeiten, entschloss man sich zur Aufnahme eines Coveralbums. Hierfür nahm jedes Bandmitglied im jeweiligen Heimstudio die eigenen Beiträge auf, die anschließend zusammengefügt wurden. So entstanden zwölf Coverversionen von Songs, welche die Bandmitglieder im Laufe ihrer Karriere beeinflusst haben sollen, darunter Oh Well von Fleetwood Mac, White Room von Cream oder Let the Good Times Roll von Louis Jordan. Das daraus entstandene Album Turning to Crime erschien am 26. November 2021.
2022 begann die ursprünglich für 2020 geplante Tournee. Während der Tour, am 31. März 2022, veröffentlichte die Band ein Statement von Steve Morse, demzufolge seine Frau an Krebs erkrankt sei und er aus diesem Grund die Tour nicht weiterspielen könne. Als Ersatz wurde Simon McBride benannt, der früher schon Ian Gillan und Don Airey als Gitarrist unterstützt hatte.

#### Einstieg von Simon McBride und=1
Am 23. Juli 2022 veröffentlichte die Band zunächst über ihren offiziellen Facebook-Account eine ausführliche Erklärung, dass Steve Morse aufgrund der Erkrankung seiner Frau die Band verlasse. Am 16. September 2022 wurde McBride als offizielles Bandmitglied bestätigt.
Nach weiteren Tourneen im Jahr 2023 kündigte die Band im April 2024 ihr erstes Studioalbum mit Simon McBride mit dem Titel =1 (gesprochen: „equals one“) für den 19. Juli 2024 an, welches abermals von Bob Ezrin produziert wurde. Enthalten sind 13 neue Titel, von denen mit Portable Door am 30. April 2024 eine erste Single veröffentlicht wurde.

## Mitglieder und Besetzungen
Die Bandgeschichte war von häufigem Personalwechsel geprägt, sodass sie in den bisher knapp fünfzig aktiven Jahren zumeist nur wenige Jahre aus denselben Mitgliedern bestand. Die verschiedenen Besetzungen werden häufig mit der vorangestellten englischen Bezeichnung „Mark“ (Kurzform: „Mk“) durchnummeriert. Bei der nachfolgenden Tabelle der Besetzungen und der Diskografie ist zu beachten, dass bei der Zählweise zum Teil Uneinigkeit herrscht. Das Gastspiel Joe Satrianis, der nur für zwei Live-Touren zur Verfügung stand und sich an keinen Studioaufnahmen beteiligte, wird von einigen Quellen als vollwertige Besetzung von Mk VI angesehen. Fälschlicherweise werden die Reunions der Mk-II-Besetzung manchmal als Mk V und VII bezeichnet, so dass hier eine Verwechslungsgefahr besteht: 
| Zeitspanne        | Titel   | Gesang          | Gitarre           | Keyboard  | Bass         | Schlagzeug |
| ----------------- | ------- | --------------- | ----------------- | --------- | ------------ | ---------- |
| 04/1968 – 06/1969 | Mk I    | Rod Evans       | Ritchie Blackmore | Jon Lord  | Nick Simper  | Ian Paice  |
| 06/1969 – 06/1973 | Mk II   | Ian Gillan      | Ritchie Blackmore | Jon Lord  | Roger Glover | Ian Paice  |
| 10/1973 – 04/1975 | Mk III  | David Coverdale | Ritchie Blackmore | Jon Lord  | Glenn Hughes | Ian Paice  |
| 06/1975 – 07/1976 | Mk IV   | David Coverdale | Tommy Bolin       | Jon Lord  | Glenn Hughes | Ian Paice  |
| 04/1984 – 04/1989 | Mk II   | Ian Gillan      | Ritchie Blackmore | Jon Lord  | Roger Glover | Ian Paice  |
| 12/1989 – 04/1992 | Mk V    | Joe Lynn Turner | Ritchie Blackmore | Jon Lord  | Roger Glover | Ian Paice  |
| 04/1992 – 11/1993 | Mk II   | Ian Gillan      | Ritchie Blackmore | Jon Lord  | Roger Glover | Ian Paice  |
| 12/1993 – 07/1994 | Mk VI   | Ian Gillan      | Joe Satriani      | Jon Lord  | Roger Glover | Ian Paice  |
| 11/1994 – 02/2002 | Mk VII  | Ian Gillan      | Steve Morse       | Jon Lord  | Roger Glover | Ian Paice  |
| 03/2002 – 07/2022 | Mk VIII | Ian Gillan      | Steve Morse       | Don Airey | Roger Glover | Ian Paice  |
| 09/2022 –         | Mk IX   | Ian Gillan      | Simon McBride     | Don Airey | Roger Glover | Ian Paice  |

## Stil

### Musik
Die Musik von Deep Purple ist generell dem Hard Rock zuzuordnen und vor allem durch den E-Gitarren-Sound und die Hammond-Orgel geprägt.
Bedingt durch die klassische Ausbildung Jon Lords liegen die musikalischen Wurzeln der Band nicht nur im Blues, sondern auch in der klassischen Musik. Dabei ist zu beachten, dass der Bezug auf klassische Musik in den späteren 1960er und frühen 1970er Jahren durch Bands des Progressive Rock und Symphonic Rock wie Emerson, Lake and Palmer, Ekseption, Yes oder Procol Harum auch eine „Modeerscheinung“ darstellte. Vor allem bei den Aufnahmen und Auftritten der Gründungsformation kam es mehrfach zur Zusammenarbeit mit Orchestern. Zudem ist aus zahlreichen Orgelsoli herauszuhören, dass Lord auch Wert auf klassische Zitate und Kadenzen legt. Ein Beispiel hierfür ist das Orgelsolo aus Highway Star (Hörbeispielⓘ), welches die Akkordfolge Am – E – Gm – D – F in gebrochenen Dreiklängen präsentiert. Der typische Klang der Hammond-Orgel ist einer der wesentlichen Bestandteile der Stücke. Dabei greift Lord, wie in seinem Solo auf No No No (Hörbeispielⓘ) auch auf die Blues- und Jazzstilistik von Graham Bond und Hammondpionier Jimmy Smith zurück.

In ihren typischen Hardrock integrierte die Band aber immer wieder Elemente aus Blues (Lazy, Place in Line, Mitzi Dupree, Mistreated), Funk und Soul (Sail Away, Getting Tighter, You Can’t Do It Right), Folk- und Countrymusic (Anyone’s Daughter (Hörbeispiel des Klaviers aus Anyone’s Daughterⓘ), The Aviator), Rock ’n’ Roll (Lay Down, Stay Down, Hold On oder Lucille von Little Richard) und psychedelischer Musik (Fools, The Mule) und nahm auch Balladen wie Soldier of Fortune, Love Conquers All (Hörbeispiel aus Love Conquers Allⓘ), When a Blind Man Cries auf. 

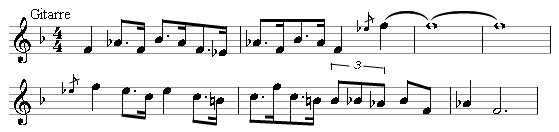
Auf der Bluestonleiter basierende Figur aus Lazy

Der nach eigener Aussage von Hank B. Marvin, Duane Eddy, Django Reinhardt und Scotty Moore beeinflusste Blackmore spielte als Begleitung zum Großteil Powerchords, auf deren Basis er zahlreiche eingängige Riffs, wie etwa das bekannte Intro zu Smoke on the Water, schuf. Seine Soli wurden auf Konzerten stets improvisiert, wobei er häufig auf die pentatonische Tonleiter, aber auch, wie in den Titeln Lazy, Mitzi Dupree oder When a Blind Man Cries auf die Bluestonleiter zurückgriff. Jedoch verwendete er bereits damals, lange vor seinem Wechsel zur Mittelalterrockband Blackmore’s Night, Elemente und Anregungen aus der klassischen Musik. Zwei seiner Soli platzierten sich in der Liste der „Top 100 Greatest Guitar Solos“ des Guitar World Magazines. Dass er sich auch in anderen Stilarten wie Country und Rock ’n’ Roll sicher bewegen kann, zeigen Titel wie Anyone’s Daughter, Hold On sowie seine Aufnahmen mit dem Country-Gitarristen Albert Lee unter dem Namen The Green Bullfrog. Auf einigen Titeln, wie Mad Dog, spielt Blackmore auch Slide-Gitarre. Er macht in Nachfolge von Jimi Hendrix und Rory Gallagher intensiven Gebrauch vom Tremolo-Hebel. Während seiner Zeit bei Deep Purple spielte er beinahe ausschließlich Fender Stratocaster in Kombination mit einem Marshallverstärker.
Der technisch versierte, von Buddy Rich, Carmine Appice und dem Hollies-Schlagzeuger Bobby Elliot beeinflusste Paice lässt in seinen geradlinigen und eindeutig am Rock orientierten Stil auch Einflüsse aus dem Swing einfließen. Obwohl er mit Glover den Songs oft eine „trockene“ und auf das Wesentliche reduzierte Rhythmusbasis, wie in Nobody’s Home (Hörbeispielⓘ) unterlegt, versteht er es in anderen Titeln, komplexe und schnelle Fills und Breaks (wie z. B. auf Burn) oder raffinierte Hi-Hat-Figuren (wie auf Woman from Tokyo) einzubauen, wobei sein Spiel aber immer songdienlich bleibt. Auf Titeln wie Hungry Daze (Hörbeispielⓘ) oder den Liveversionen von The Mule und You Fool No One präsentiert er längere, technisch fundierte Solopassagen.
Roger Glover, langjähriger Bassist der Band, fällt durch eine eher einfache, aber variantenreiche Rhythmusarbeit (Smoke on the Water) auf. Obwohl er nach eigenen Angaben keine Tabulaturen lesen kann, improvisiert und variiert er auch bei Auftritten seine Bassläufe. Als musikalische Vorbilder nennt er unter anderem den Jazzmusiker Jaco Pastorius, Jack Bruce und Paul McCartney. Nachdem er jahrelang viele verschiedene Bässe und Verstärker spielte, tritt er seit Anfang der 1990er mit Instrumenten der eher unbekannten Marke Vigier Excess und Saiten von Picato oder Ernie Ball auf.
Gillans Stimme sticht durch ihren großen Tonumfang (inkl. Schreien und Kreischen) bei einigen Songs wie Child in Time deutlich hervor. Auf Titeln wie Lazy (Hörbeispielⓘ) und Black and White spielt er zusätzlich Mundharmonika.

Steve Morse prägt die aktuellen Songs wesentlich. Da seine Wurzeln im Jazz/Fusion- und Country-Bereich liegen, haben sich diese Einflüsse auch auf die Musik von Deep Purple übertragen. Neben geradlinigem Hard Rock, dem die Band treu geblieben ist, schafft er durch seine Spielweise kompliziertere, teils auch mit ungeradtaktigen (z. B. Picture of Innocence, Bananas) oder mit Folk- und Country-Elementen (Hey Cisco, The Aviator, A Touch Away) versetzte Arrangements. Er verwendet darüber hinaus bislang bei Deep Purple nicht verwandte Spieltechniken wie das Chicken Pickin (Ted the Mechanic) oder Harp Harmonics (Sometimes I Feel Like Screaming, Seventh Heaven). (Siehe dazu den Artikel Steve Morse) 

Folkgitarre auf Deep Purples Titel The Aviator

Im Gegensatz zu Blackmore, der sich bei der Begleitung häufig auf Powerchords beschränkte, spielt Morse besonders zu den Strophen abwechslungsreichere Figuren. Der spannungsreiche Gegensatz zur Orgel bleibt dabei, z. B. bei Liveversionen von Speed King, bestehen. Morse widersteht der Versuchung und anfänglichen Fan-Erwartung des sklavischen Nachspielens „klassischer“ Blackmore-Solos und interpretiert die Soloparts der alten Band-Titel gänzlich neu. Das hindert ihn jedoch nicht daran, auch prägnante Teile, wie etwa das Solo aus Highway Star, zu übernehmen.

### Texte
Während Rod Evans’ Texte ganz dem psychedelischen Themenkreis mit der Beschwörung vergangener Zeiten (“Past castles white and fair past dreaming chessmen on their boards with a fool’s mate as a snare, …” aus Listen, Learn, Read on), der „Schilderung von Natur und Farbe als romantischem Ausdruck des eigenen Seelenlebens“ (April, Blind) und einer „spätjugendlichen Schwermut“ verhaftet sind, behandeln Gillans Texte einen breiteren Themenbereich. Er äußerte sich über das Spektrum der Inhalte folgendermaßen:
„Ich schreibe eigentlich über alles, […] über banale Dinge bis hin zur Politik, von Religion bis Revolution, von Bahnreisen bis hin zu Tauchabenteuern, von etwas, was ich im Fernsehen gesehen habe, bis hin zu Leuten, die ich auf der Straße treffe. Über meine Eindrücke, meine Gefühle.“
In der Hardrock-Musik typische Themen zu Sex, Drugs and Rock ’n’ Roll und Machismo fehlen bei Deep Purple ebenfalls nicht und tauchen in vielen Songs auf, etwa in Strange Kind of Woman, Highway Star oder Hard Lovin’ Man, oder auch in Lay Down, Stay Down, I Need Love oder High Ball Shooter um das Thema Sex:
„Let me know you feel it. You know I really need it. Keep on pushin’ for more. Lay down, stay down“ (aus Lay Down, Stay Down)
Daneben spricht die Band aber auch kritische Themen an:
Politische und gesellschaftliche Kritik üben Titel wie Strange Ways und der Antikriegssong Under the Gun:
„Stupid bastards and religious freaks. So safe in their castle keeps. They turn away as a mother weeps. Under the gun.“
No No No ruft zum Kampf gegen Machtmissbrauch und Zerstörung der Erde auf und Mary Long thematisiert die britische Moralistin Mary Whitehouse, während Pictures of Innocence Kritik an political correctness und Normierungswahn übt.
Ein wichtiges Thema ist dabei die Selbstreflexion und das Eingeständnis eigener Unzulänglichkeiten, wie im zweiten Satz des Concerto for Group and Orchestra, im Titel Pictures of Home oder auf Perfect Strangers:
„What shall I do, when they stand smiling at me. Look at the floor, and be oh so cool, Oh so cool.“ (aus Concerto for Group and Orchestra) „Here in this prison of my own making. Year after day I have grown. Into a hero, but there’s no worship. Where have they hidden my throne?“ (aus Pictures of Home)
Das wird häufig mit einer kritischen Reflexion des Rock-’n’-Roll-Lebensstils und -Business, wie in Super Trouper, No One Came oder Wasted Sunsets verbunden:
„I felt the truth, I felt the pain in every song. […] I’m just a shadow in a rock and roll sky.“ (aus Super Trouper)„I believe that I must tell the truth, and say things as they really are. But if I told the truth and nothing but the truth. Could I ever be a star? Nobody knows who’s real and who’s fakin’. Everyone’s shouting out loud. It’s only the glitter and shine that gets thru.“ (aus No One Came)
Bei vielen Texten verwendet Gillan offenbar eine frei assoziative Herangehensweise, welche zu bilderreichen, manchmal scheinbar sinnentleert wirkenden Zeilen führt. Ein Beispiel hierfür ist der Titel Gypsy’s Kiss, bei welchem Sprachklang und Reim das Primäre zu sein scheinen:
„John San, what you can. La la Janette dance in sand. What’s the mystery, my son? Gypsy Dan, Caravan. Won Tun Wan with your Chinese fan. It’s part of history my son.“ (aus Gypsy’s Kiss)
„Gotta black breast Chinese eyes. Got an English brain that’s gonna make me wise. Got a long story that I wanna tell.“ (aus Bloodsucker)
Die Texte der Coverdale-Ära kreisen, wie in Burn oder „Stormbringer“ (Titel eines Romans des Fantasy-Autors Michael Moorcock), um die später im Metal beliebte Fantasy-beeinflusste Thematik:
„Thunder and lightning. Heading your way. Ride the rainbow. Crack the sky. Stormbringer coming. Time to die“ (aus Stormbringer), leicht variierte Wiederholung und die Stilfiguren der Anapher und Epiphora werden, wie im Titel Bloodsucker, ausgiebig und effektvoll eingesetzt.

## Bedeutung für die Rockmusik
Deep Purple prägte entscheidend das Musik- und Lebensgefühl der frühen 1970er Jahre. So schrieb die Zeitschrift konkret im Jahr 1980:
„Die Beatles, Stones, Cream, Deep Purple, Roxy Music haben ganz selbstverständlich die deutschen Wohnzimmer infiltriert.“
und die Musikzeitschrift Eclipsed schrieb in Bezug auf die Einleitung des Titels Speed King:
„Blackmore zersplitterte in nur fünfzig Sekunden die gängigen Konventionen der Beat-Ära und machte die sechziger Jahre der Popmusik zur Historie.“
Die Band zählt neben Black Sabbath und Led Zeppelin zu den ersten und bedeutendsten Bands des Hard Rock und gilt als richtungsweisend für die spätere Entwicklung des Metal. 
„Pursuing a heavier rock direction, Purple quickly became one of the most successful and influential bands of early ’70s; joined Black Sabbath and Led Zeppelin in spreading gospel of multi-decibel, piledriver British rock around the world.“
Diese Tatsache macht eine Übersicht über die personellen Beziehungen der Deep-Purple-Musiker und ihrer Nachfolgebands mit anderen namhaften Rockbands besonders deutlich.
In den 1970er Jahren wurde noch nicht zwischen Hard Rock und dem erst Ende des Jahrzehnts aufkommenden Heavy Metal unterschieden, so dass die Band manchmal auch fälschlicherweise dem Heavy Metal zugeordnet wird. Aus heutiger Sicht kann sie aber klar als Hard-Rock-Band oder Rockband mit Blueseinflüssen kategorisiert werden.

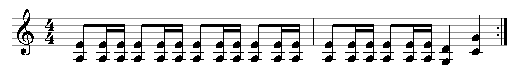
Gitarrenriff von Hard Lovin’ Man

Highway Star, Fireball, Speed King, Hard Lovin’ Man, Cry Free, Burn sowie der schnellere Mittelteil aus Child in Time werden als frühe Speed-Metal, bzw. im Fall von Speed King als Thrash-Metal und von Burn, als Power-Metal-Songs eingestuft. Stormbringer zählt als Vorläufer des Gothic-Metal-Genre. Die Songs Flight of the Rat, Into the Fire und Bloodsucker zum Beispiel kann man aus heutiger Sicht dem Heavy Metal zuordnen.
Viele stilbildende und erfolgreiche Bands und Musiker der 1980er und 1990er Jahre aus dem Bereich des Rock, Metal und New Wave of British Heavy Metal wie Queen, Iron Maiden, Aerosmith, Van Halen, Judas Priest, Europe, Yngwie Malmsteen, Ronnie James Dio, Metallica, Def Leppard, Alice in Chains, Pantera, Bon Jovi, Rush Venom und Motörhead, bekunden den wesentlichen Einfluss der Musik der Band für ihre eigene musikalische Entwicklung entweder explizit in Interviews oder indirekt in ihrer Musik. Besonders der Stil Blackmores beeinflusste viele Gitarristen, wie Yngwie Malmsteen, Steve Vai, John Norum oder Joe Satriani, so dass seine Ästhetik und auch Technik von vielen Musikern aufgegriffen wurde und wird. Ein Liveauftritt von Deep Purple, und hier in erster Linie der von Ritchie Blackmore, war auch der entscheidende Punkt für Lars Ulrich Musiker zu werden.
Coverversionen
Viele Songs wurden von anderen Bands aus dem Bereich des Rock und Metal gecovert. Schon 1972 spielte Thin Lizzy unter dem Namen Funky Junction ein Tributealbum mit den bekanntesten Songs ein, welches Anfang 1973 veröffentlicht wurde. Die Progressive-Metal-Band Dream Theater führte 2006 bei zwei Konzerten das Purple-Livealbum Made in Japan vollständig auf. 2012 kam anlässlich des 40-jährigen Jubiläums von Machine Head das Album Re-Machined: A Tribute to Deep Purple’s Machine Head mit Coverversion von u. a. Metallica, Iron Maiden, Carlos Santana und Chickenfoot heraus. David Coverdales Band Whitesnake gab 2015 das The Purple Album heraus, das 15 Lieder aus Coverdales Deep Purple Ära beinhaltet.
Auch der Gitarrist Yngwie Malmsteen veröffentlichte bereits einige neue Versionen der Songs. Unter Beteiligung von Musikern wie Vinnie Moore, T. M. Stevens und Joe Lynn Turner entstand ein Album mit Reggae- und Funkversionen bekannter Deep-Purple-Titel. Weitere Coverversionen spielten und veröffentlichten unter anderem Black Sabbath, Bruce Dickinson solo und mit Iron Maiden, Guns n’ Roses, Van Halen, Dio, Rainbow, Diamond Head, Puhdys, Paul Di’Anno (ex-Iron Maiden), Sepultura, Murphy’s Law, Overkill, Opus, Helloween, Sonata Arctica, J.B.O., Mr. Ed Jumps the Gun, Metalium, Soulfly, Six Feet Under, Gorefest und Dimmu Borgir.

## Diskografie
Studioalben

| Jahr | Titel #                    | Höchstplatzierung, Gesamtwochen/‑monate, AuszeichnungChartplatzierungen (Jahr, Titel, #, Platzierungen, Wochen/Monate, Auszeichnungen, Anmerkungen) | Höchstplatzierung, Gesamtwochen/‑monate, AuszeichnungChartplatzierungen (Jahr, Titel, #, Platzierungen, Wochen/Monate, Auszeichnungen, Anmerkungen) | Höchstplatzierung, Gesamtwochen/‑monate, AuszeichnungChartplatzierungen (Jahr, Titel, #, Platzierungen, Wochen/Monate, Auszeichnungen, Anmerkungen) | Höchstplatzierung, Gesamtwochen/‑monate, AuszeichnungChartplatzierungen (Jahr, Titel, #, Platzierungen, Wochen/Monate, Auszeichnungen, Anmerkungen) | Höchstplatzierung, Gesamtwochen/‑monate, AuszeichnungChartplatzierungen (Jahr, Titel, #, Platzierungen, Wochen/Monate, Auszeichnungen, Anmerkungen) | Anmerkungen |
| Jahr | Titel #                    | DE | AT | CH | UK | US | Anmerkungen |
| ---- | -------------------------- | --- | --- | --- | --- | --- | --- |
| 1968 | Shades of Deep Purple I    | — | — | — | — | US24 (23 Wo.)US | Erstveröffentlichung: September 1968, auch als Murmullo – Hush (Mexiko) 1969 veröffentlicht 1 |
| 1968 | The Book of Taliesyn I     | — | — | — | — | US54 (14 Wo.)US | Erstveröffentlichung: 11. Dezember 1968 |
| 1969 | Deep Purple I              | DE— GoldDE | — | — | — | US162 (6 Wo.)US | Erstveröffentlichung: 21. Juni 1969 Verkäufe: + 250.000; auch als El Libro De Taliesyn (Argentinien) 1986 veröffentlicht 2 |
| 1970 | Deep Purple in Rock II     | DE1 Gold · (21 Mt.)DE | — | CH90 (2 Wo.)CH | UK4 Gold · (68 Wo.)UK | US143 Gold · (21 Wo.)US | Erstveröffentlichung: 3. Juni 1970 Verkäufe: + 1.375.000; auch als In Memoriam In Rock (Indonesien) 3 und als In Rock 4 1970 veröffentlicht in CH erst 2020 in den Charts                                                                      |
| 1971 | Fireball II                | DE1 (12 Mt.)DE | — | — | UK1 (25 Wo.)UK | US32 Gold · (18 Wo.)US | Erstveröffentlichung: 15. September 1971 Verkäufe: + 590.000; auch als In Memoriam Fireball (Indonesien) 5 veröffentlicht. |
| 1972 | Machine Head II            | DE1 (42 Wo.)DE | AT4 (17 Wo.)AT | CH19 (3 Wo.)CH | UK1 Gold · (25 Wo.)UK | US7 ×2Doppelplatin · (118 Wo.)US | Erstveröffentlichung: 24. März 1972 Verkäufe: + 2.525.000; auch als In Memoriam Machine Head (Indonesien) 6 veröffentlicht in CH erst 2024 in der Super Deluxe Edition in den Charts                                                           |
| 1973 | Who Do We Think We Are II  | DE3 (7 Mt.)DE | AT2 (6 Mt.)AT | — | UK4 (11 Wo.)UK | US15 Gold · (49 Wo.)US | Erstveröffentlichung: Februar 1973 Verkäufe: + 600.000; auch als Quien Nos Creemos Que Somos? (Argentinien) 7 veröffentlicht. |
| 1974 | Burn III                   | DE1 Gold · (14 Mt.)DE | AT1 (9 Mt.)AT | — | UK3 Gold · (21 Wo.)UK | US9 Gold · (30 Wo.)US | Verkäufe: + 1.000.000; auch als Arde (Uruguay) 8, Quemadura (Venezuela) 9, In Memoriam Burn (Indonesien) 10 und Quemar (Argentinien) 11 veröffentlicht.                                                                                        |
| 1974 | Stormbringer III           | DE10 (6 Mt.)DE | AT4 (5 Mt.)AT | — | UK6 Silber · (13 Wo.)UK | US20 Gold · (15 Wo.)US | Erstveröffentlichung: 8. November 1974 Verkäufe: + 710.000; auch als Soldier Of Fortune (Südkorea) 12, El Tormentoso (Venezuela) 13, The Best Of Deep Purple 14, Traetormentas (Argentinien) 15 und Несущий Бурю (Russland) 16 veröffentlicht. |
| 1975 | Come Taste the Band IV     | DE29 (4 Mt.)DE | — | — | UK19 Silber · (4 Wo.)UK | US43 (14 Wo.)US | Erstveröffentlichung: 7. November 1975 Verkäufe: + 110.000; auch als Ochutnávka (Tschechoslowakei) 17 und Vení y probá la banda (Argentinien) 18 veröffentlicht.                                                                               |
| 1984 | Perfect Strangers II       | DE2 Gold · (28 Wo.)DE | AT5 (4 Mt.)AT | CH1 (20 Wo.)CH | UK5 Gold · (15 Wo.)UK | US17 Platin · (32 Wo.)US | Erstveröffentlichung: 29. Oktober 1984 Verkäufe: + 1.505.000; auch als Deep Purple (Italien) 19, Perfectos Extraños (Venezuela) 20 und Extraños (Argentinien) 21 veröffentlicht.                                                               |
| 1987 | The House of Blue Light II | DE1 (17 Wo.)DE | AT11 (2 Mt.)AT | CH3 Gold · (13 Wo.)CH | UK10 Silber · (9 Wo.)UK | US34 (22 Wo.)US | Erstveröffentlichung: 12. Januar 1987 Verkäufe: + 135.000 |
| 1990 | Slaves and Masters V       | DE23 (14 Wo.)DE | AT28 (1 Wo.)AT | CH5 Gold · (16 Wo.)CH | UK45 (2 Wo.)UK | US87 (19 Wo.)US | Erstveröffentlichung: 5. Oktober 1990 Verkäufe: + 25.000 |
| 1993 | The Battle Rages On II     | DE13 (14 Wo.)DE | AT9 (16 Wo.)AT | CH7 (10 Wo.)CH | UK21 (3 Wo.)UK | US192 (1 Wo.)US | Erstveröffentlichung: 2. Juli 1993 |
| 1996 | Purpendicular VI           | DE20 (15 Wo.)DE | AT16 (11 Wo.)AT | CH17 (8 Wo.)CH | UK58 (1 Wo.)UK | — | Erstveröffentlichung: 17. Februar 1996 |
| 1998 | Abandon VI                 | DE16 (8 Wo.)DE | AT25 (7 Wo.)AT | CH46 (4 Wo.)CH | UK76 (1 Wo.)UK | — | Erstveröffentlichung: 2. Juni 1998 |
| 2003 | Bananas VII                | DE3 (7 Wo.)DE | AT12 (5 Wo.)AT | CH13 (6 Wo.)CH | UK85 (1 Wo.)UK | — | Erstveröffentlichung: 9. September 1993 Verkäufe: + 10.000 |
| 2005 | Rapture of the Deep VII    | DE10 (8 Wo.)DE | AT20 (4 Wo.)AT | CH16 (5 Wo.)CH | UK81 (1 Wo.)UK | — | Erstveröffentlichung: 1. November 2005 |
| 2013 | Now What?! VII             | DE1 Gold · (17 Wo.)DE | AT1 (6 Wo.)AT | CH2 (14 Wo.)CH | UK19 (4 Wo.)UK | US110 (2 Wo.)US | Erstveröffentlichung: 26. April 2013 Verkäufe: + 200.000 |
| 2017 | Infinite VII               | DE1 Gold · (17 Wo.)DE | AT4 (11 Wo.)AT | CH1 (14 Wo.)CH | UK6 (4 Wo.)UK | US105 (1 Wo.)US | Erstveröffentlichung: 7. April 2017 Verkäufe: + 118.500 |
| 2020 | Whoosh! VII                | DE1 (20 Wo.)DE | AT1 (10 Wo.)AT | CH1 (16 Wo.)CH | UK4 (3 Wo.)UK | US161 (1 Wo.)US | Erstveröffentlichung: 7. August 2020 |
| 2021 | Turning to Crime VII       | DE5 (8 Wo.)DE | AT5 (6 Wo.)AT | CH4 (9 Wo.)CH | UK28 (1 Wo.)UK | — | Erstveröffentlichung: 26. November 2021 Coveralbum |
| 2024 | =1 VIII                    | DE1 (8 Wo.)DE | AT2 (6 Wo.)AT | CH1 (8 Wo.)CH | UK12 (1 Wo.)UK | — | Erstveröffentlichung: 19. Juli 2024 |

grau schraffiert: keine Chartdaten aus diesem Jahr verfügbar

## Noten
- Greatest Hits. Gitarre, Tabulatur (Guitar Signature Licks). Hal Leonhard (Buch und CD), 2002, ISBN 0-634-02942-8.
- Deep Purple – Greatest Hits. Hal Leonard Corporation, 2002, ISBN 0-634-04908-9.
- The Best of Deep Purple. Hal Leonard Corporation, 1998, ISBN 0-7935-9192-9.
- Perfect Strangers (Transcription by Jesse Gress). Music Sales, 1988, ISBN 0-8256-1194-6.
- Deep Purple – House of Blue Light. Music Sales Ltd, 1996, ISBN 0-7119-1236-X.